# الیپی
پادشاهی الیپی یا الیپی قلمروی باستانی در غرب رشته کوه زاگرس و پایتخت آن نیسابی (کرمانشاه)، که در غرب آن بابل، در شمال شرقی آن سرزمین ماد، در شمال آن تمدن مانناییان، در جنوب آن تمدن عیلام و در نزدیکی شمال آن شاهراه بین بابل و همدان بود که از بستگان نزدیک عیلامیان بودند و بقایای اقوام گوتی و کاسی در شمال آن قرار داشتند.
این تمدن در قرن ۹ تا ۶ پیش از میلاد گسترش یافت و براساس شواهد تاریخی این شهر بر اثر یک شاهراه تجاری در اطراف خود بسیار رونق یافت و در میان قرن‌های ۸ و ۷ پیش از میلاد تحت تسلط آریایی‌ها درآمد؛ و پادشاه آن، دالتا از سال ۷۱۴ پیش از میلاد به سارگن دوم خراج پرداخت می‌کرد و پس از مرگ پادشاه «دالتا» پسرش «نیبه» از طرف عیلامیان پشتیبانی می‌شد.

## تاریخچه
در سال ۷۱۹ پیش از میلاد، سوتل پسر هوبو و پدر دالتا، آخرین رئیس کنفدراسیون الیپی فوت کرد. رؤسای قبایل هم تصمیم گرفتند که بمدت سه سال خودشان ادارهٔ سرزمین را برعهده بگیرند، پس از یک سال عزاداری تالتا برای پدرش سوتل، خودش ریاست قبیلهٔ شان را بر عهده گرفت و بعد از یک سال، در سال ۷۱۷ پیش از میلاد شورای رؤسای قبایل الیپی، تصمیم گرفتند که حکومت را از کنفدراسیون متحد به پادشاهی منتخبی تغییر دهند، با این تفاوت که فقط اولین پادشاه را خودشان انتخاب کنند و پس از او، فرزندانش بر آن حکومت کنند، آن‌ها در طی مذاکراتشان، رئیس قبیلهٔ الیپی، دالتا را به عنوان پادشاه انتخاب کردند. در بهار سال بعد از آن، سال ۷۱۶ پیش از میلاد، تالتا در نیسابی تاجگذاری کرد و کنفدراسیون متحد قبایل الیپی پس از ۱۳۹ سال به پادشاهی الیپی تغییر یافت. هرچند که دو پادشاه آن، فرزندان همان رؤسای کنفدراسیون الیپی بودند.

## فهرست پادشاهان[نیازمند منبع]
| # | نام پادشاه         | نسبت با پادشاه قبلی                                 | سلطنت                                          | سلطنت  | زندگی    | زندگی          |
| # | نام پادشاه         | نسبت با پادشاه قبلی                                 | دوران                                          | مدت    | تولد     | درگذشت         |
| - | ------------------ | --------------------------------------------------- | ---------------------------------------------- | ------ | -------- | -------------- |
| ۱ | دالتا (نخستین بار) | اولین پادشاه، پسر پنجمین رئیس‌جمهور کنفدراسیون الیپی | بهار ۷۱۶ پ.م. تا بهار ۷۱۳ پ.م.                 | ۳ سال  | ۷۶۰ پ.م. | ۷۰۸ پ.م.       |
| ۲ | لینین              | پسر رئیس قبیلهٔ هوباهنا                              | بهار ۷۱۳ (پیش از میلاد) پ.م. تا پائیز ۷۱۳ پ.م. | ۶ ماه  | ۷۴۵ پ.م. | پائیز ۷۱۳ پ.م. |
| . | دالتا (دومین بار)  | .                                                   | پائیز ۷۱۳ پ.م. تا ۷۰۸ پ.م.                     | ۵ سال  | ۷۶۰ پ.م. | ۷۰۸ پ.م.       |
| ۳ | نیبه               | پسر دالتا، اولین پادشاه الیپی                       | ۷۰۸ پ.م. تا ۶۷۴ پ.م.                           | ۳۴ سال | ۷۳۲ پ.م. | ۶۷۴ پ.م.       |

## جمعیت
از آنجا که این سرزمین بسیار آباد بود دارای جمعیت زیادی نیز بود. این کشور در اوایل دهه ۷۱۰ پیش از میلاد دارای حدود ۱٬۰۰۰٬۰۰۰ نفر جمعیت بوده.

## استان‌ها
- هوباهنا، که در سال ۷۱۳ بدست سارگون دوم پادشاه آشور تسخیر شد.
- ماروبیشتی، که در سال ۷۰۸ بدست آشوری‌ها افتاد.
- نیسابی، همان کرمانشاه امروزی که مرکز الیپی بود و با حملهٔ کیمری‌ها (با حاکمیت سانداک شاترو به الیپی سقوط کرد.

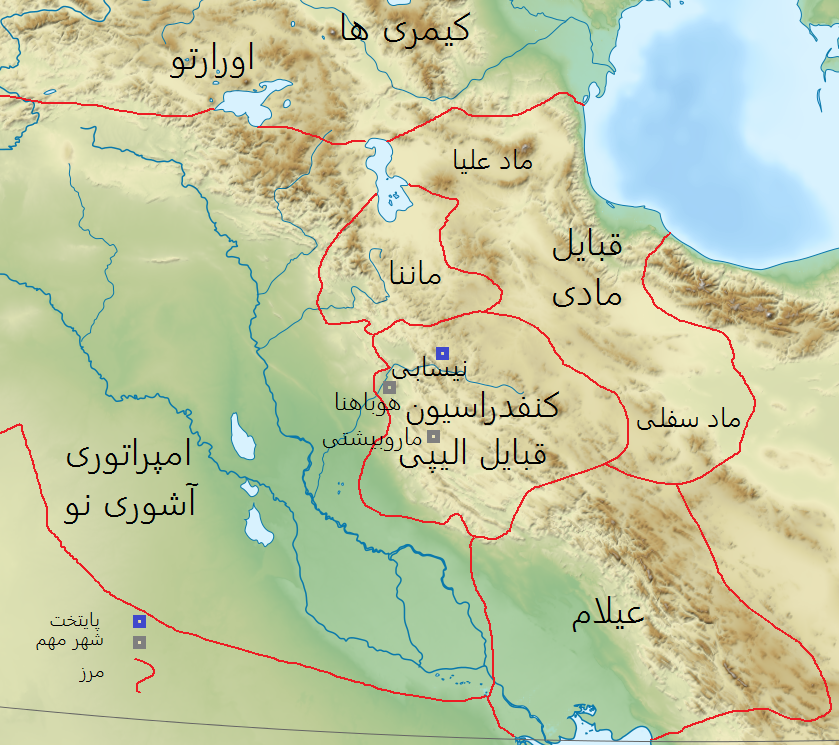
نقشهٔ کنفدراسیون در سال ۸۵۴ پیش از میلاد

## کنفدراسیون قبایل الیپی
کنفدراسیون متحد قبایل الیپی، یا به‌طور خلاصه کنفدراسیون الیپی کنفدراسیونی در سده‌های هشتم و نهم پیش از میلاد بود که متشکل از قبایلی بود که مجموعاً سرزمین الیپی را تشکیل می‌دادند.

### فهرست رؤسای جمهور

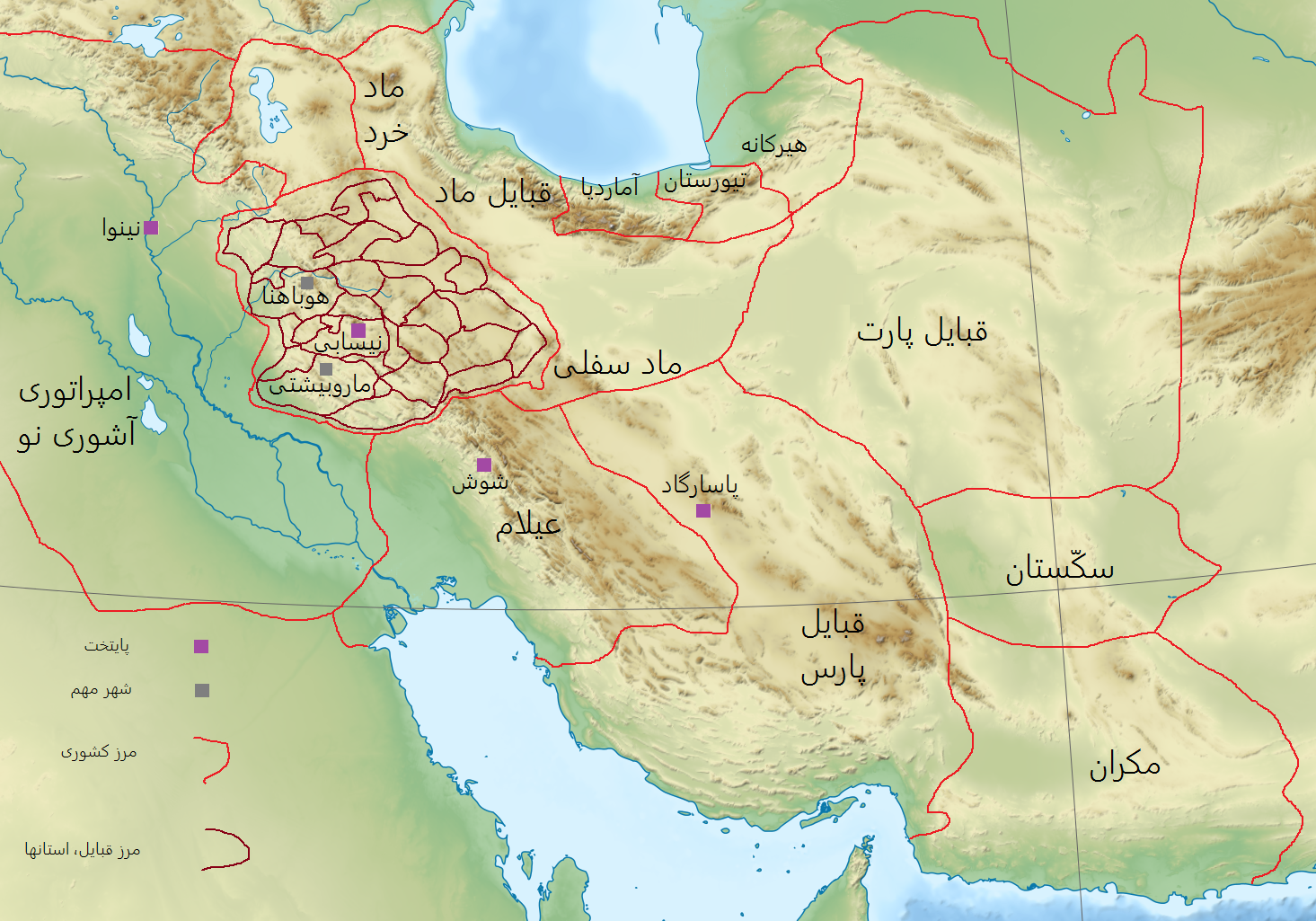
نقشهٔ کنفدراسیون و استانها، قبایلش در سال ۸۴۰ پیش از میلاد

| #              | نام رئیس‌جمهور | نسبت با رئیس‌جمهور قبلی | تاریخ ریاست  | تاریخ ریاست | زندگی    |
| #              | نام رئیس‌جمهور | نسبت با رئیس‌جمهور قبلی | دوران        | دوران       | درگذشت   |
| -------------- | ------------- | ---------------------- | ------------ | ----------- | -------- |
| ۱              | کوتل          | اولین رئیس‌جمهور        | ۸۵۵–۸۵۳ پ.م. | ۲ سال       | ۸۵۳ پ.م. |
| ۲              | لیکس          | پسر کوتل               | ۸۵۳–۸۱۱ پ.م. | ۴۲ سال      | ۸۱۱ پ.م. |
| ۳              | ویوه          | پسر لیکس               | ۸۱۱–۷۸۵ پ.م. | ۲۶ سال      | ۷۸۴ پ.م. |
| ۴              | هوبو          | پسر ویوه               | ۷۸۵–۷۵۶ پ.م. | ۲۹ سال      | ۷۵۶ پ.م. |
| ۵              | سوتل          | پسر هوبو               | ۷۵۶–۷۱۹ پ.م. | ۳۷ سال      | ۷۱۹ پ.م. |
| انتخابی شورایی |               |                        |              |             |          |
| ۶              | ویپ           | رئیس قبیلهٔ هوباهنا     | ۷۱۹–۷۱۷ پ.م. | ۲ سال       | ۷۱۵ پ.م. |
| ریاست موقت     |               |                        |              |             |          |
| ۷              | دالتا         | پسر سوتل               | ۷۱۷–۷۱۶ پ.م. | ۱ سال       | ۷۰۸ پ.م. |

### مکان
کنفدراسیون الیپی و پادشاهی الیپی در یک مکان قرار داشتند. سرزمین الیپی تقریباً مطابق با استان‌های: استان کردستان، استان کرمانشاه، و: شمال استان ایلام، جنوب استان آذربایجان غربی، غرب استان همدان و شرق استان دیاله را در بر می‌گرفت.

### پایان کنفدراسیون
در سال ۷۱۶ (پیش از میلاد) سران تمام قبایل اعم از نیسابی (کرمانشاه)، هوباهنا و ماروبیشتی در شهر نیسابی (کرمانشاه) جمع شدند و با یکدیگر مذاکراتی کردند. پس از آن مذاکرات آن‌ها تالتا رئیس قبیلهٔ الیپی را به عنوان نخستین پادشاه الیپی برگزیدند.

## فرمانروا

### دالتا
دالتا یا تالتا (متولد احتمالاً ۷۶۰ - متوفی ۷۰۸) نخستین پادشاه الیپی و پدر نیبه دومین و آخرین پادشاه الیپی بود.

#### زندگی‌نامه
او از نجبا و نجیب‌زادگان الیپی بود و خانواده اش هم از رؤسای قبایل مهم الیپی بودند. پدرش سوتل هم رئیس قبیلهٔ اصلی الیپی بود و حکومت قبیلهٔ آن‌ها به او رسیده بود. سوتل نسل چهارم از کوتل، اولین حکمران قبیله ای الیپی بود. به احتمال زیاد او در سال ۷۶۰ پیش از میلاد در مرکز الیپی (نیسابی) به دنیا آمد. در آن هنگام پدرش سوتل در دههٔ چهارم زندگی اش به سر می‌برد و رئیس کنفدراسیون الیپی بود. در سالی که او ۴۴ ساله بود حکومت الی پی را در دست گرفت. او به مدت هشت سال (۷۱۶ تا ۷۰۸) پادشاه الیپی بود. در ابتدای حکومتش فرزندش نیبه را ولی عهد خود کرد؛ زیرا پسرش به سن کافی رسیده بود. در زمان حکومتش الی پی وضعیت خوبی نداشت و بسیار مورد حملهٔ آشور و شورش‌های داخلی قرار گرفت. در سال ۷۱۴ آشور به رهبری سارگون دوم به الی پی حمله کرد و تعدادی از شهرهایش را ضمیمهٔ خاک آشور کرد. البته او از سال ۷۱۷ تا ۷۱۶ پیش از میلاد، یک رئیس‌جمهور موقت برای کنفدراسیون الیپی بود. همچنین آخرین رئیس‌جمهور آن. در سال ۷۱۴ تالتا برای امنیت کشور الیپی را خراجگزار آشور اعلام کرد و سارگون دوم هم حمایتش را در برابر الی پی اعلام کرد. از علل اصلی پادشاهی او خلق و خوی خوب، پاکدامنی و نجیب بودنش را یاد می‌کنند. هنگامی که او پادشاهی الی پی را در دست گرفت پسرش نیبه ۱۶ سال داشت. او هنگامی که هشتمین سال سلطنتش را پشت سر می‌گذراند به‌طور ناگهانی و به دلیلی نامعلوم در سن پنجاه و دو سالگی (سال ۷۰۸ پیش از میلاد) درگذشت. با مرگ او الی پی اندکی ضعیف شد و در همان سال مرگش آشور به الیپی حمله کرد و شهر ماروبیشتی را ضمیمهٔ خاک خود کرد.
او را از امیران درستکار و پاکدامن برشمرده اند و دهخدا در لغت نامه اش تالتا را:
«امیر «اِلی پی» یکی از نجبای قدیم و از خاندانهای باستانی ولایت «الی پی» بود که در سرحدهای شمالی ایلام واقع است و شامل کوه‌ها و دره‌های شمال شرقی به درهٔ فعلی است که تا شهر نهاوند کنونی می‌رسد. وی امیری با تدبیر بود و در حدود سال ۷۰۸ پ.م. بدرود حیات گفت. رجوع به کتاب کرد رشید یاسمی ص ۴۶، ۵۷، ۵۸و ۵۹ شود»
معرفی کرده است.

#### خانواده
- پدر پدربزرگ پدربزرگ: کوتل
- پدربزرگ پدربزرگ: لیکس
- پدر پدربزرگ: ویوه
- پدربزرگ: هوبو
- پدر: سوتل
- مادر:؟
- همسران و فرزندان:

۱. ملکه سوگ
1. نیبه: فرزند ارشد، پادشاه الیپی بعد از دالتا
  1. شهگی: رئیس قبیلهٔ الیپی بعد از نیبه
  2. وفجی: رئیس قبیلهٔ الیپی بعد از برادر بزرگترش شهگی
    1. پوشئه: مرگ در کودکی
    2. دوبرم: رئیس قبیله بعد از پدرش وفجی
      1. فنشو: رئیس قبیله بعد از پدرش
      2. گیزک: جانشین برادرش دوبرم، مرگ در جنگ
        1. خموزن: جانشین بعدی عمویش فنشو و رئیس قبیلهٔ الیپی بعد از عمویش
        2. لهون: آخرین رئیس قبیلهٔ الیپی
2. پوجی: پسر دوم، احتمالاً مرگ در نوجوانی

فرزندان
تنها فرزندان او که در کتاب‌ها و سنگ نبشته‌ها از آنان یاد شده، جانشینش نیبه فرزند (دالتا و سوگ) و پوجی است. از پوجی هیچ اطلاعاتی (بجز نامش) موجود نیست. نیبه شاید پسر ارشد او باشد که حکومت الیپی به او رسید. هنگامی که تالتا بیست و هشت ساله بود صاحب فرزند پسری بنام نیبه شد. از معنای نام پسرش و خودش چیزی در دسترس نیست.

### نیبه
نیبه یا ایسپرابا (متولد احتمالاً ۷۳۲ - متوفی احتمالاً ۶۷۴) فرزند تالتا اولین پادشاه الیپی، جانشین او، دومین و آخرین پادشاه الیپی بود.

#### زندگی
نیبه احتمالاً در سال ۷۳۲ پیش از میلاد هنگامی که پدرش تالتا ۲۸ ساله بود در شهر نیسابی (کرمانشاه امروزی) مرکز ناحیهٔ الیپی به دنیا آمد. به احتمال زیاد او در سال ۶۷۴ پیش از میلاد هنگامی که کیمری‌ها به الیپی حمله کردند در سن پنجاه و سه سالگی کشته شد. با مرگ او پادشاهی الیپی نیز از صفحهٔ روزگار محو شد.
در سال ۶۷۴ پیش از میلاد با حملهٔ اقوام کیمری به الی پی، وی نیز بعد از سی و چهار سال پادشاهی کشته شد و پادشاهی الیپی هم از بین رفت.

#### خانواده[نیازمند منبع]
- پدربزرگ پدربزرگ پدربزرگ: کوتل
- پدر پدربزرگ پدربزرگ: لیکس
- پدربزرگ پدربزرگ: ویوه
- پدر پدربزرگ: هوبو
- پدربزرگ: سوتل
- پدر: دالتا، اولین پادشاه الیپی
- مادر: سوگ
- فرزندان:[نیازمند منبع]

1. شهگی: اولین پسر، رئیس قبیلهٔ الیپی بعد از نیبه
2. وفجی: دومین پسر، رئیس قبیلهٔ الیپی بعد از برادر بزرگترش شهگی
  1. پوشئه: مرگ در کودکی
  2. دوبرم: رئیس قبیله بعد از پدرش وفجی
    1. فنشو: رئیس قبیله بعد از پدرش
    2. گیزک: جانشین برادرش دوبرم، مرگ در جنگ
      1. خموزن: جانشین بعدی عمویش فنشو و رئیس قبیلهٔ الیپی بعد از عمویش
      2. لهون: آخرین رئیس قبیلهٔ الیپی

#### پادشاهی
در سال ۷۰۸ پیش از میلاد هنگامی که پدرش تالتا به دلیل نامعلومی فوت کرد، وی که ولیعهد الیپی بود در بیست و هشت سالگی جانشین پدرش شد و بر تخت پادشاهی الیپی تکیه زد.

#### ریاست قبیلهٔ الیپی بعد از نیبه
بعد از نیبه فرزندانش شهگی و وفجی به ترتیب ریاست قبیلهٔ الیپی را بر عهده داشتند و پس از آن دو فرزندان وفجی بر آن قبیله حاکمیت داشتند

## جنگ یکم الیپی و آشور
در سال ۷۱۴ پیش از میلاد، دو سال پس از پادشاه شدن دالتا، سارگون دوم به الیپی حمله کرد. دلیل این جنگ نامعلوم است ولی احتمال می‌رود که جزو جنگ‌های آشور برای کشورگشایی باشد. از قوای طرفین هم اطلاعاتی نیست، از علل مهم که از این جنگ اطلاعاتی نیست می‌توان قدیمی بودن این جنگ را گفت، البته این نبرد اهمیت چندانی نداشت جز این که علت اصلی شورش لنین بود. دالتا پرداختن خراج به آشور را تأیید کرد، اما به دلیل اوضاع بد الیپی، تصمیم بر این شد که پرداختن خراج از سال بعد از جنگ صورت بگیرد. همچنین سارگون دوم حمایت اش را نسبت به دالتا و پادشاهی الیپی اعلام کرد.

## شورش پنج استان
در سال ۷۱۴ پیش از میلاد، پس از جنگ یکم الیپی و آشور، لنین، حاکم شهر هوباهنا به همراه پنج استان دیگر شورش کرد و دالتا را اخراج کرد. همچنین به سارگون دوم هم باجی نپرداخت. سارگون دوم هم به حمایت از دالتا به لنین حمله کرد و هوباهنا را تسخیر کرد. دالتا هم دوباره بر تخت پادشاهی الیپی تکیه زد.
این جنگ در پنج استان شورشی رخ داد که در شمالغرب و غرب پادشاهی الیپی بودند.
و جنگ اصلی که با فرار سرداران شورشی همراه بود در شهر هوباهنا صورت گرفت. پس از این جنگ، سارگون دوم یک گردان را فرمان داد که آن‌ها را تعقیب کرده و در آخر سرکردگان شورش را بجز لینین بکشند تا لینین را اسیر کنند. آن‌ها هم سرداران را تعقیب و سپس به شهر نیسابی رسیدند. آن گردان به کاخ بزرگ نیسابی رفتند و سرکردگان شورش را کشتند اما تا خواستند که لینین را اسیر کنند، او خودکشی کرد.
هنگامی که قرار بود اولین خراج به آشور پرداخته شود، یک سال پس از جنگ یکم الیپی و آشور، پنج استان به مرکزیت شهر هوباهنا و به رهبری لنین، در سال ۷۱۳ پیش از میلاد شورش کردند و دالتا را نپذیرفتند، همچنین به آشور خراجی نپرداختند. به همین دلیل سارگون دوم به این پنج استان حمله کرد و آن‌ها را شکست داد. او در این نبرد شهر هوباهنا را ضمیمهٔ خاک آشور کرد و دالتا دوباره پادشاه شد. پس از این جنگ اولین خراج الیپی به آشور پرداخته شد.

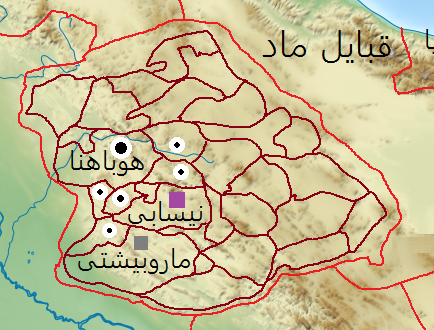
۵ استان شورشی الیپی در سال ۷۱۴ پیش از میلاد

### لنین
دوک لنین از هوباهنا، پسر ویپ بود که پس از فوت پدرش در سال ۷۱۳ پیش از میلاد به ریاست قبیلهٔ هوباهنا رسید. پدرش ویپ از سال ۷۱۹ تا ۷۱۷ پیش از میلاد، به عنوان ششمین رئیس‌جمهور و تنها رئیس‌جمهور شورایی کنفدراسیون الیپی، حکومت کرد. او در سال ۷۱۳ پیش از میلاد به همراه عده ای دیگر از رؤسای قبایل پنج استان غربی الیپی، با حملهٔ سارگون دوم برای رفع شورش، درگذشت.

#### دلایل شورش
- نارضایتی حاکمان پنج استان نسبت به پرداختن خراج به آشور
- متعصب بودن لنین و تلاش برای پادشاه شدن

در سال ۷۱۳ پنج استان اعم از هوباهنا به رهبری لنین شورش کردند، پادشاه را اخراج کردند و خراجی به آشوری‌ها پرداخت نکردند.
سرکوب شورش
سارگون دوم به شورشی‌های الیپی حمله کرد و شهر هوباهنا را تسخیر کرد. او همچنین ۳۳٬۶۰۰ نفر را اسیر کرد و ۶۰۰ الاغ و قاطر را غنیمت گرفت. همچنین تالتا دوباره به حکومت رسید.

## جنگ دوم الیپی و آشور
هنگام درگذشت دالتا، پسرش نیبه به سلطنت رسید و در کشور هرج و مرج شد. مقدار این هرج و مرج‌ها در شهر ماروبیشتی بیشتر از بقیهٔ شهرها بود. در این هنگام آشور به‌طور ناگهانی به الیپی حمله کرد و شهر ماروبیشتی را به تصرف خود درآورد.
این جنگ در سال ۷۰۸ پیش از میلاد رخ داد و در طی آن حکومت الیپی تضعیف شد زیرا از سه شهر مهم آن دو شهر (ماروبیشتی و هوباهنا) را از دست داده بود و فقط شهر مرکزی نیسابی زیر حکومت الیپی بود.

## یادکرد از الیپی
از الی‌پی بار اول مشروحاً در منابع آشوری، ذیل وقایع سال شانزدهم سلطنت سلمنصر سوم یاد شده، ولی در درپوش نیمه خراب دروازهٔ آشور ناسیراپال دوم در ایگمور- انلیل نیز از شهر الی‌پی یاد شده است.

## سقوط
با حملهٔ کیمری‌ها در سال ۶۷۴ به سرپرستی سانداک شاترو که در همان سال به آشور حمله کرده بود، نیبه پسر تالتا جان خود را از دست داد و پادشاهی الیپی سقوط کرد اما ضمیمهٔ خاک کیمری‌ها نشد. پس از این پادشاهی کم‌کم این سرزمین تجزیه شد و بدست دیگر کشورها افتاد. ریاست قبیلهٔ الیپی تا یک قرن در دست نوادگان نیبه بود.

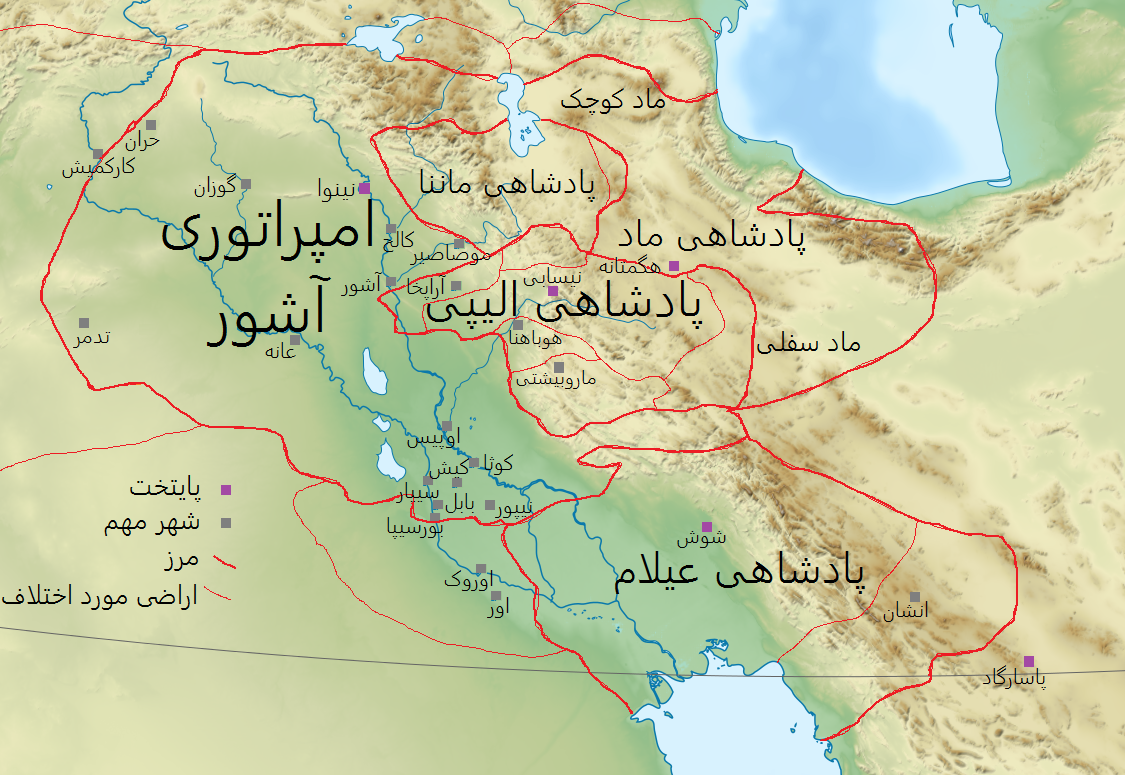
نقشه ای از کشور الیپی در اولین سال حکومت دالتا